# VideoSport MK2
VideoSport MK2 è una console per videogiochi prodotta da Henry's nel 1974; questi è un commerciante al dettaglio di apparati TV e hi-fi del Regno Unito. Fu una delle prime console europee costruita con componenti discreti che precedettero Pong di Atari similarmente all'italiana Ping-O-Tronic di Zanussi/Sèleco.
La console aveva un corpo centrale con solo il tasto di accensione ed una manopola per selezionare uno dei tre giochi: football, tennis e hole-in-the-wall. C'erano due controller collegati con cavi con due paddle ciascuno (per il movimento verticale ed orizzontale) ed un pulsante. Corpo e controller erano in plastica simil-legno con scritte in rilievo (dorate solo in una prima versione).
Al suo interno vi erano solo due circuiti integrati di tipo TTL che contenevano ciascuno quattro porte NAND. La restante circuiteria era composta di soli componenti discreti. L'alimentazione era prevista solo attraverso la corrente di rete.